# Västra Skogsträsket
Västra Skogsträsket är en sjö i Kalix kommun i Norrbotten och ingår i Kalixälven-Töreälvens kustområde. Sjön har en area på 0,0683 kvadratkilometer och ligger 13 meter över havet.

## Delavrinningsområde
Västra Skogsträsket ingår i det delavrinningsområde (731644-183003) som SMHI kallar för Mynnar i havet. Medelhöjden är 27 meter över havet och ytan är 18,13 kvadratkilometer. Det finns inga avrinningsområden uppströms utan avrinningsområdet är högsta punkten. Avrinningsområdets utflöde Kylbäcken mynnar i havet. Avrinningsområdet består mestadels av skog (95 procent). Avrinningsområdet har 0,15 kvadratkilometer vattenytor vilket ger det en sjöprocent på 0,8 procent.